# Zimtenga
Pour le département et la commune rurale, voir Zimtenga (département).
Zimtenga (nom officiel) ou Zimtanga est un village et le chef-lieu du département de Zimtenga situé dans la province du Bam et la région du Centre-Nord au Burkina Faso.

## Santé et éducation
Zimtenga accueille un centre de santé et de promotion sociale (CSPS) tandis que le centre médical avec antenne chirurgicale (CMA) se trouve à Kongoussi.